# 安格爾西機場
安格爾西機場是一座位於英國威爾斯安格尔西岛的機場，機場是從國防基建組織租借的土地。這機場亦屬於英國皇家空軍瓦利基地。

## 歷史
早在2006年初，威爾斯國民議會（今威爾斯議會）通過資助開通一條來往這機場到卡迪夫機場的航線，希望能振興北威爾斯和安格爾西島的經濟。2007年5月，終於有每天兩班往卡迪夫的航班，飛行時間約1小時。這航線先後有不同營運者，包括連結航空、城翼航空和英國東方航空（替弗萊比航空執行）。這航線在2020年3月因為2019冠状病毒病疫情而停飛。2022年6月，威爾斯政府宣佈不會再資助這航線，正式永久終結這航線 。
機場航廈大樓只有一層，內設有值機櫃台，離港貴賓室，行李處理區和其它旅遊資訊區。航廈大樓在2007年完工，由MAP建築設計，花費100萬鎊，大樓採用预制建造模式，完成後運到機場進行最後組裝。

## 交通
機場設有停車場，最近的火車站是瓦利站。機場離A55公路不足兩英里，這公路連接霍利希德和切斯特。Arriva有公車路線往瓦利站和霍利希德。

## 外部連結
- 安格爾西機場旅遊網站
- RAF Valley